# Kärkölä
Kärkölä ist eine Gemeinde in Südfinnland. Sie liegt rund 90 Kilometer nordöstlich der Hauptstadt Helsinki in der Landschaft Päijät-Häme.
Kärkölä zählte bis 1867 zum Kirchspiel Hollola und wurde in diesem Jahr im Zuge der Verwaltungsreform als politische Gemeinde selbständig. Die Gemeinde umfasst neben dem Kirchdorf Kärkölä die Orte Järvelä, Hevonoja, Hongisto, Hähkäniemi, Iso-Sattiala, Karvala, Lappila, Maavehmaa, Marttila, Uusikylä und Vähä-Sattiala. Durch das Gemeindegebiet führt die Bahnstrecke von Lahti nach Riihimäki; Personenzüge halten in Järvelä und Lappila.
Die größten Arbeitgeber sind die Gemeinde selbst, die Ziegelbrennerei Wienerberger sowie das Werk der Koskisen Oy, die Hausbauteile aus Holz fertigt. Weitere kleinere Betriebe haben sich in den Industriegebieten der Orte Sampola, Kivisoja und Järvelä angesiedelt. Die Arbeitslosigkeit liegt bei rund 8 Prozent.

## Söhne und Töchter
- Olli Pekkala (* 1987), finnischer Skispringer
- Eemeli Väre (1885–1974), finnischer Ringer